# Fissarena barrow
Fissarena barrow là một loài nhện trong họ Trochanteriidae. Loài này phân bố ở Tây Úc.